# Mini Zoo w Zielonej Górze
Mini Zoo w Zielonej Górze – ogród zoologiczny zlokalizowany w Zielonej Górze przy ul. Tatrzańskiej (wejście od ul. Botanicznej), połączony z projektowanym już w okresie międzywojennym Ogrodem Botanicznym Uniwersytetu Zielonogórskiego, ale pozostający w zarządzie zielonogórskiego Zakładu Gospodarki Mieszkaniowej.
Obiekt został otwarty 12 kwietnia 2014.  W ramach ekspozycji w pawilonach i na wybiegach, prezentowane są m.in. takie zwierzęta, jak: surykatki, daniele, kozy miniaturowe, owce kameruńskie, pawie oraz ptaki papugowate. W ramach ogrodu funkcjonuje Ośrodek Rehabilitacji Zwierząt Dzikich "Ptasi Azyl". W latach 2022–2023 został rozbudowany. Powstały nowe trzy budynki dla zwierząt, altana i toalety, ścieżki spacerowe. Zamontowano ławki, kosze i tablice edukacyjne. Pojawiły się w nim lemury, małpki kapucynki a także owca świniarka i urson amerykański.